# Пичас (притока Вали)
Пича́с (рос. Пычас) — річка у Росії, права притока річки Вала. Протікає по території Можгинського району Удмуртії.
Річка починається на південний схід від присілку Петропавлово Увинського району на кордоні із Можгинським районом. Протікає на південь та південний захід. Впадає до річки Вала навпроти селища Чумойтло. Річка має декілька приток, найбільші з яких праві Лолезка, Уленвайка та Борінка.
Довжина річки — 31 км. Висота витоку — 201 м, висота гирла — 117 м, похил річки — 2,7 м/км.
На річці розташовані такі населені пункти Можгинського району: Руський Пичас, Сир'єз, Мельниково, майже на річці розташоване село Пичас.